# 33. America’s Cup

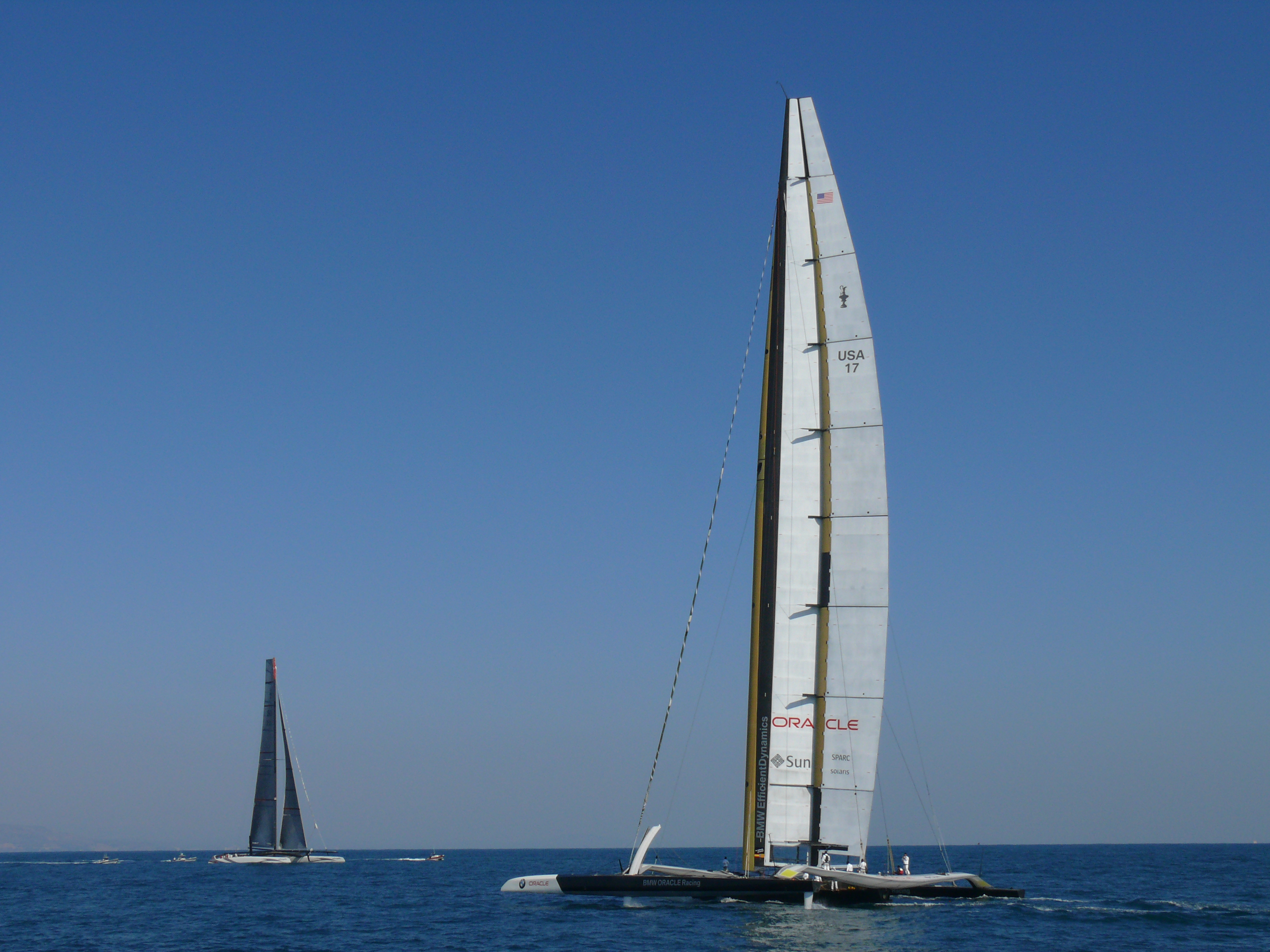
Die beiden Yachten während des ersten Wettkampfes am 12. Februar 2010

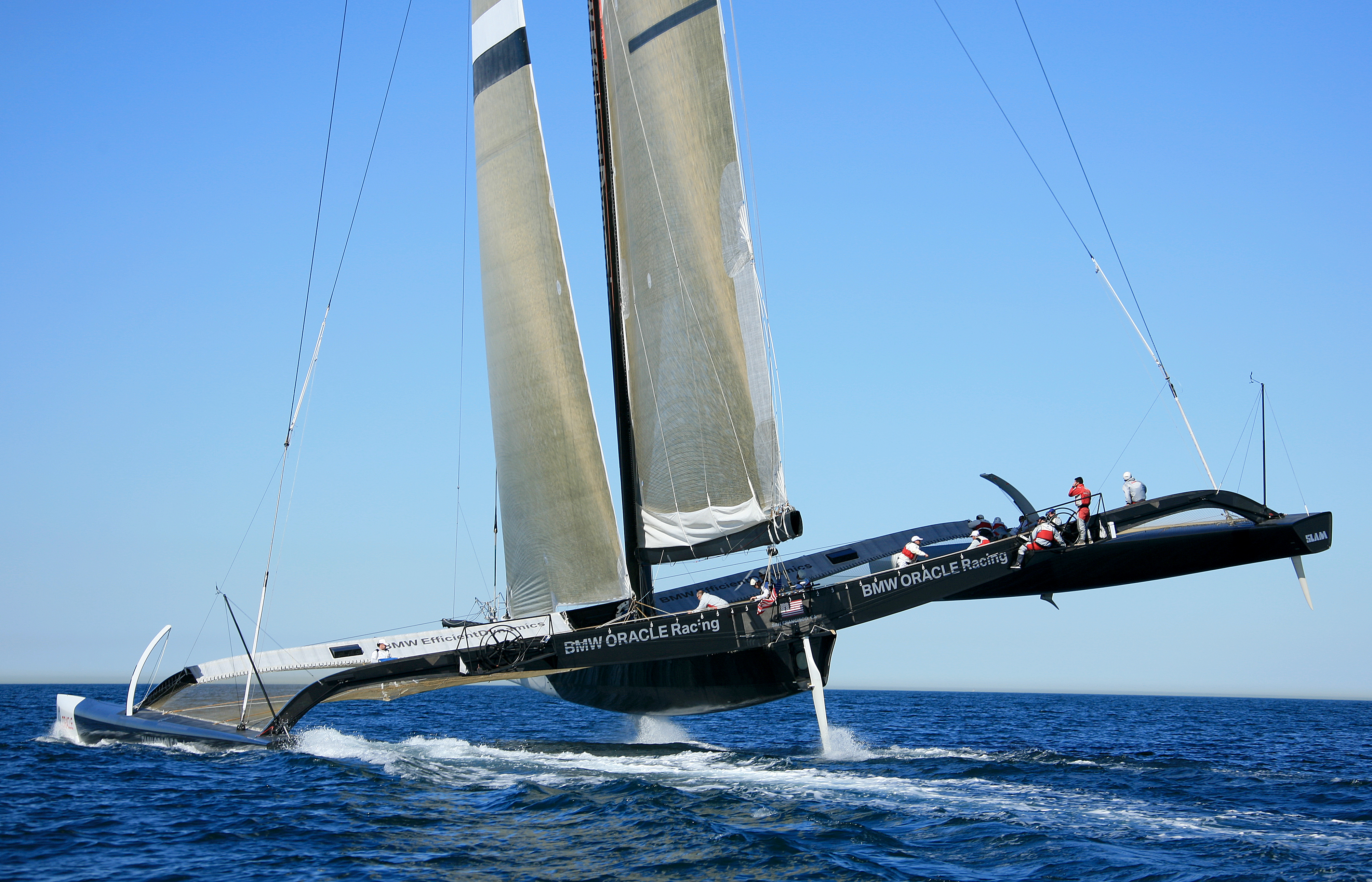
BMW-Oracle-Racing-Jacht BOR 90

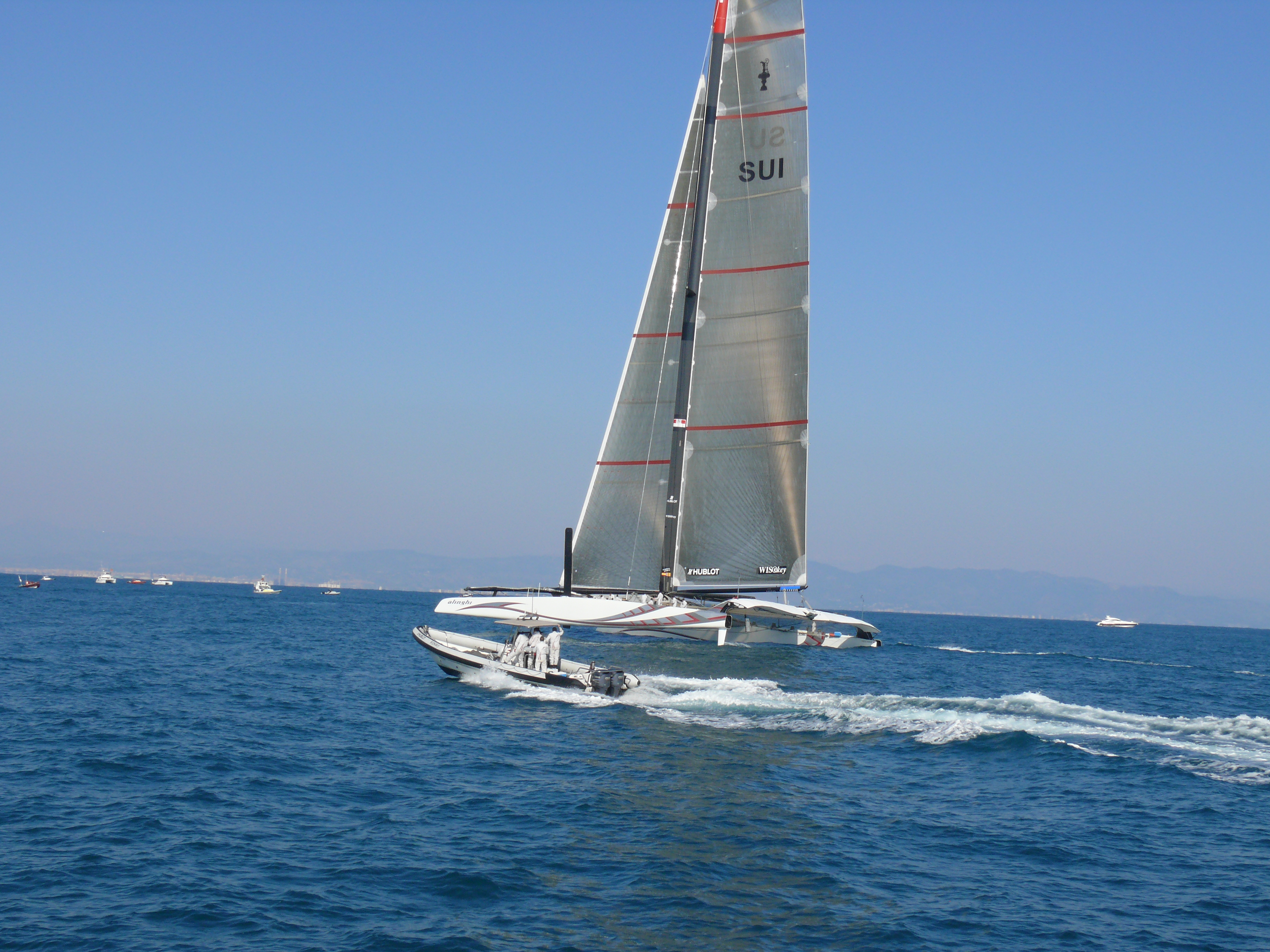
Alinghi 5

Der 33. America’s Cup war die Fortsetzung des 32. Segel-Wettkampfes des America’s Cup zwischen dem Schweizer Alinghi-Team von der Société Nautique de Genève (SNG) und den Herausforderern aus den Vereinigten Staaten mit der BMW-Oracle-Racing 90-Crew vom Golden Gate Yacht Club (GGYC). Sportlich gesehen war der 33. America’s Cup nach nur 2 Wettläufen und ohne Vorläufe zugunsten des Herausforderers entschieden. Aufsehen erregt hatten jedoch im Vorfeld des Wettkampfes eine Unzahl an Gerichtsverfahren zwischen den beiden Teams. So wurde zuerst darum gestritten, wer überhaupt das Team Alinghi herausfordern dürfe, dann über den Austragungsort, über die Bootsvermessungsregeln und schließlich auch noch darüber, wo die Schiffsteile hergestellt werden dürfen.
Nach der Entscheidung des Obersten Gerichtshofes in New York vom 15. Dezember 2009 wurde dem Wunsch von Alinghi, die Wettfahrt beim arabischen Emirat Ra’s al-Chaima durchzuführen, nicht entsprochen. Stattdessen wurde wieder vor der Küste Valencias gesegelt.
Die beiden Rennen des 33. America’s Cup fanden schließlich am 12. und 14. Februar 2010 vor Valencia in Spanien statt.

## Gerichtliche Auseinandersetzungen

### Um den Herausforderer
Der 33. America’s Cup sollte nach Willen des erfolgreichen Verteidigers Alinghi zwischen Mai und Juli 2009 erneut in der spanischen Stadt Valencia ausgetragen werden. Um die Attraktivität zu steigern, war geplant, eine neue Bootsklasse einzuführen. Als „Challenger of Record“ sollte der neu gegründete Club Náutico Español de Vela (CNEV) das neue Regelwerk mitbestimmen. Der CNEV vertritt das Team Desafío Español, das bereits beim 32. Cup recht erfolgreich angetreten war, dort allerdings für den spanischen Dachverband Real Federación Española de Vela.
Diese Konstellation sorgte für einige Unruhe im Cup-Zirkus. Der Golden Gate Yacht Club, für den Larry Ellisons mit BMW Oracle Racing segelt, war der Ansicht, dass der CNEV den Bestimmungen der Stiftungsurkunde „Deed of Gift“ bezüglich des Challenger of Record nicht genügte. Dies, weil der CNEV weder ein eigenes Schiff noch ein Vereinslokal besaß, und noch nie eine eigene Regatta ausgetragen hatte. Der GGYC hatte deshalb seinerseits eine Herausforderung nach den Regeln der „Deed of Gift“ abgegeben und vor dem Supreme Court von New York eine Klage eingereicht. Am 27. November 2007 entschied Richter Cahn, dass die Herausforderung des CNEV nicht anzuerkennen sei. Dem GGYC fiel somit die Rolle des ersten Herausforderers zu. Nun lag es an Alinghi, einem vom GGYC vorgelegten 9-Punkte-Kompromissvorschlag zuzustimmen. Anfangs sah es so aus, als hätte BMW Oracle Racing die Unterstützung durch andere Herausfordererteams, weil sich diese durch das von Alinghi und CNEV sehr vage formulierte vorläufige Regelwerk benachteiligt fühlten. Alinghi entschied sich allerdings, die Entscheidung von Richter Cahn anzufechten. So wurde die Phase der Unklarheit über die Zukunft des 33. America’s Cup weiter verlängert.
Das United Internet Team Germany hatte dazu ebenfalls eine offizielle Herausforderung abgegeben, wurde aber angesichts der Unsicherheiten im laufenden 33. Cup-Zyklus einvernehmlich mit Entscheidung vom 10. März 2008 durch die drei Hauptsponsoren (United Internet, Audi AG und Porsche Consulting) zum 31. März aufgelöst. Für zusätzliche Komplikationen sorgte eine im gleichen Zeitraum von Team New Zealand gegen Alinghi eingereichte Schadenersatzklage in zweistelliger Millionenhöhe.
Im weiteren Verlauf meldeten sich aber neben dem südafrikanischen Team Shosholoza auch das Team New Zealand sowie Teamorigin, ein neues Syndikat des britischen Royal Thames Yacht Club an. Außerdem war Alinghi den Herausforderern entgegengekommen und hatte die Veröffentlichung der Regeln zur neuen Bootsklasse auf den 31. Oktober 2007 vorgezogen.
Überraschenderweise gab der New Yorker Gerichtshof dem Einspruch von Alinghi gegen die erste Entscheidung Recht. Der CNEV war wieder Challenger of Record und obwohl der GGYC das neue Urteil anfocht, wurden die Vorbereitungen, einschließlich der Verhandlungen über die neue Bootsklasse, wieder aufgenommen.
Die neu präsentierten Regeln zur neuen America’s Cup Class setzen die Maße nicht mehr mit einer sogenannten Rating-Formel fest, bei der die einzelnen Werte voneinander abhängen, sondern mit einer Box-Regel, bei der die angegebenen Maximalwerte unabhängig voneinander einzuhalten sind.
Am 2. April 2009 wurde der Golden Gate Yacht Club (BMW Oracle Racing) vom Supreme Court of New York zum rechtmäßigen Challenger of Record ernannt. Die Verhandlungen für eine Ausscheidungsserie mit mehreren Teilnehmern waren am 23. April gescheitert.
Der 33. America’s Cup war der erste seit 1988 in dessen Vorfeld kein Louis Vuitton Cup zur Ermittlung des Herausforderers stattfand. Am 13. Juli 2007, kurz nach Ende des 32. America’s Cup, hatte der Sponsor Louis Vuitton in Bezug auf den Cup die Beendigung seiner fast 25-jährigen Sponsoring-Aktivitäten bekannt gegeben. Als Grund wurde die zunehmende Kommerzialisierung der Regatta unter der Führung von Team Alinghi genannt. Dies sei nicht mehr mit dem Image und den Werten des Unternehmens vereinbar. Stattdessen veranstaltete das Unternehmen 2009 und 2010 – unabhängig vom America’s Cup, aber im Hinblick auf die Rechtsstreitigkeiten – die Louis Vuitton Pacific Series und Louis Vuitton Trophy. Louis Vuitton ließ gleichzeitig verlauten, dass man die Entwicklung des America’s Cups verfolgen werde und eine Rückkehr als Sponsor nicht ausgeschlossen sei.

### Um Durchführungsdatum und -ort
Alinghi hatte zunächst geplant, den Wettbewerb erneut in Valencia in Spanien durchzuführen, und zwar im Mai 2009, zehn Monate nach Annahme der Herausforderung. GGYC stellte sich jedoch auf den Standpunkt, dass die zehnmonatige Vorbereitungsphase erst mit der Gerichtsentscheidung, dass sie zum offiziellen Herausforderer machte, zu laufen begann. Es kam zu einer neuerlichen Gerichtsverhandlung, deren Ergebnis war, dass das Rennen im Februar 2010 stattfinden sollte.
Dies stritt nun Alinghi wiederum an, weil gemäß der Stiftungsurkunde ein Rennen auf der Nordhalbkugel frühestens im Mai zulässig sei und versuchte deshalb zumindest, den Ort zu ändern. Dagegen wurde erneut Einspruch erhoben, weil die vorgeschlagenen Vereinigten Arabischen Emirate gemäß der „Deed of Gift“ kein gültiger Austragungsort seien. Schließlich musste Alinghi nachgeben und den Termin auf den Februar 2010 setzen. Der Austragungsort würde definitiv Valencia sein.

### Um die Konstruktion der Yachten
Weitere Dispute entstanden darüber, welche Regeln für den Bau der Yachten gültig wären und wie die Yachten vermessen werden sollten. So wollte Alinghi Ballasttanks mit veränderbarem Inhalt einbauen und die Winschen von Motoren antreiben. Oracle war der Meinung, dies sei unter den gegebenen Regeln verboten. In diesem Punkt gaben die Richter Alinghi recht, da in der „Deed of Gift“ keines dieser Hilfsmittel verboten sei.
GGYC wollte weiterhin versuchen, die Offenlegung seiner Konstruktionsdaten so lange wie möglich geheim zu halten. Im America’s Cup ist grundsätzlich vorgesehen, dass der Herausforderer seine Konstruktion zum Zeitpunkt der Herausforderung offenlegen muss, der Verteidiger aber nicht. Hier entschied das Gericht, dass spätere Abänderungen am Design dennoch zulässig sind und erst kurz vor dem Rennen offenzulegen sind.

### Um die Regattaregeln
Grundsätzlich gibt die „Deed of Gift“ den Kontrahenten große Freiheit darüber, wie die eigentliche Regatta abzuhalten ist. Das beinhaltet etwa, wie viele Rennen gefahren werden oder bei welchen Wetterbedingungen gesegelt wird. Weil sich die Parteien aber auch darüber nicht einigen konnten, kam die Regel zur Anwendung, dass der Cup in einer Best-of-three-Serie vergeben werden soll. Tatsächlich fanden dann nur zwei Regatten statt, da danach der Sieger bereits feststand.
Im Februar 2010, als dann die Regatten tatsächlich stattfanden, waren noch immer diverse gegenseitige Klagen und Appellationen anhängig. Diese wurden jedoch bereits im März beendet, als Ernesto Bertarelli für Alinghi einen Vertrag mit seinem Kontrahenten unterzeichnete, wonach er die Niederlage akzeptierte, aber dafür sämtliche Streitigkeiten ad acta gelegt werden sollten.
Nach dem langen gerichtlichen Hin-und-Her, führte diese sehr kurze Darbietung des eigentlichen Sports dazu, dass die Popularität des America’s Cup insbesondere in Europa kräftig einbüßte. Es wurde sogar darüber spekuliert, dass der America’s Cup mit der 33. Ausgabe untergehen könnte. Noch im gleichen Jahr gab Bertarelli bekannt, dass er mit seinem Team nicht an der nächsten Ausgabe des Cup teilnehmen würde, weil er die Bedingungen von Oracle für nicht akzeptabel hielt.
Der 34. America’s Cup wurde dann 2013 in San Francisco mit nochmals größeren Katamaranen ausgetragen.

## Boote
Das Team Oracle baute sich einen Trimaran in Anacortes im US-Bundesstaat Washington. Dieser hieß zunächst BMW Oracle Racing 90 und wurde später dann zu USA 17 umbenannt. Die Schweizer versuchten mit dem Katamaran Alinghi 5 den Cup zu verteidigen. Die Boote waren mit 90 Fuß (27 m) vermessen.
Gesegelt wurden die Boote von einer Crew mit bis zu 20 Personen (bisher 17). Die Segelfläche wurde erhöht (Masthöhe 37,9 m, Großsegel: 300 m2, Vorsegel: 171 m2, Spinnaker unlimitiert). Trotz insgesamt größeren Dimensionen wird das Schiff bei einer erhöhten Breite von max. 5,3 m (bisher 3,5 m) weniger Wasser verdrängen (nur noch 23 statt 24 t); damit sollen die Boote erheblich schneller beschleunigen können.
Erstmals in der Cup-Geschichte traten die Mannschaften ohne Grinder an, die durch einen Dieselmotor ersetzt werden, der nicht zum Antrieb des Boots dient, sondern als Kraftquelle für die Hydraulik und Winschen. Ein Motor erzeugt dauerhaft mehr Kraft und wiegt weniger als 8–10 Grinder. Aufsehen erregte besonders auch, dass Oracle anstelle eines Tuchsegels ein starres Flügelprofil anstelle des Großsegels fuhr.

## Entscheidung
|                | Teamname          | Verein                     | Nation             | Skipper            | Punkte |
| -------------- | ----------------- | -------------------------- | ------------------ | ------------------ | ------ |
| Verteidiger    | Team Alinghi      | Société Nautique de Genève | Schweiz            | Ernesto Bertarelli | 0      |
| Herausforderer | BMW Oracle Racing | Golden Gate Yacht Club     | Vereinigte Staaten | James Spithill     | 2      |

Geplant war die Eröffnungsfeier am Sonntag, 7. Februar 2010, die erste Wettfahrt am darauf folgenden Montag, die zweite und dritte Competition jeweils zwei Tage später am Mittwoch und Freitag. Windstille am ersten Tag machte diesem Plan einen Strich durch die Rechnung. Die erste Wettfahrt fand erst am Freitag, 12. Februar statt. Sieger wurde mit 15:30 Minuten Vorsprung das amerikanische Team, nachdem die Schweizer eine Strafdrehung absolvieren mussten, zu diesem Zeitpunkt aber schon mit 10:00 Minuten bzw. 3300 Meter zurückgelegen hatten.
Auch am zweiten Renntag, Sonntag, 14. Februar 2010, entschied die BMW-Oracle-Crew den Wettkampf für sich. Mit einem Vorsprung von 5:26 Minuten gewann das amerikanische Boot, nachdem auf dem ersten Kurs noch Alinghi vorne lag. BMW Oracle gewann damit den 33. America’s Cup.
Beobachter sahen den Hauptgrund für die Überlegenheit von USA 17 am starren Flügel anstelle eines Segels (siehe auch Tragflügel). Der Flügel wurde in der Höhe mehrfach unterteilt, wodurch einzelne trimmbare Tragflächenprofile entstehen und sich die Winde besser nutzen ließen.

## Teams

### SchweizAlinghi 5 (Team Alinghi) – Verteidiger
| Rolle                | Name                    |
| -------------------- | ----------------------- |
| Vorschiffsmann       | Piet van Nieuwenhuijzen |
|                      | Curtis Blewett          |
|                      | Rodney Ardern           |
| Am-Wind-Trimmer      | Simon Daubney           |
| Vor-dem-Wind-Trimmer | Nils Frei               |
| Großsegeltrimmer     | Warwick Fleury          |
| Traveller            | Pierre-Yves Jorand      |
| Steuermann           | Ernesto Bertarelli      |
| Taktiker             | Brad Butterworth        |
|                      | Murray Jones            |
| Navigator            | Juan Vila               |
|                      | Jan Dekker              |
|                      | Loïck Peyron            |
| Vorstarter           | Peter Evans             |

### Vereinigte StaatenUSA 17 (BMW Oracle Racing) – Herausforderer
| Rolle                | Name             |
| -------------------- | ---------------- |
| Vorschiffsmann       | Brad Webb        |
| Pitman               | Simone de Mari   |
| Genuatrimmer         | Ross Halcrow     |
| Flügeltrimmer        | Dirk de Ridder   |
|                      | Joey Newton      |
| Taktiker             | John Kostecki    |
| Skipper / Steuermann | James Spithill   |
| Navigator            | Matteo Plazzi    |
|                      | Thierry Fouchier |
|                      | Matthew Mason    |
| Afterguard           | Larry Ellison    |